# Inna
Олена Олександра Апостоляну (рум. Elena Alexandra Apostoleanu; нар. 16 жовтня 1986, Мангалія, Констанца), відома як INNA — румунська співачка, виконавиця танцювальної музики. Інна розпочала роботу з Play & Win у 2008 році. Популярність отримала в 2009 році, після того, як її дебютний альбом Hot досяг міжнародного успіху, потрапивши в багато музичних чартів по всьому світу і в топ-10 чартів Чехії, Франції та Великої Британії. Альбом отримав платиновий статус у Франції та Португалії. Однойменний лід-сингл у 2009 році очолив американський чарт Hot Dance Airplay та загальнорічний португальський чарт. Він також став «золотим» та «платиновим» в Іспанії, Норвегії та Італії.

## Біографія

### 1986—2007
Народилася 16 жовтня 1986 року в місті Мангалія, розташованому в жудеці Констанца, Румунія. Любов до музики, за словами співачки, була прищеплена родиною, яка завжди її підтримувала. У дитинстві дідусь називав її Інною, так Олена вирішила, що це ім'я буде її сценічним псевдонімом.
Олена закінчила Економічний коледж Мангалії, після чого спробувала здобути вчений ступінь у галузі політології в університеті Констанци.
До кінця 2007 року Інна підписала контракт із румунськими продюсерами Play & Win і почала записувати свої перші треки.
На початку 2008 року вона надіслала пару пісень, у тому числі Goodbye і Sorry, на Євробачення 2008, але вони не пройшли попередній відбір.

### 2008—2010
12 листопада 2008 вийшов дебютний сингл співачки «Hot», спродюсований Play & Win. Пісня у грудні 2008 року досягла п'ятого місця у Romanian Top 100.
Другий сингл «Love» був випущений 12 березня 2009 року, ставши четвертим у Romanian Top 100 у квітні 2009 року.
Інна отримала свою першу номінацію на польській премії Eska Music Awards у 2009 році у категоріях «Найкращий виконавець» та «Найкращий сингл».
Влітку 2009 року було записано дует з румунським діджеєм та продюсером Бобом Тейлором — пісня «Déjà Vu», прем'єра якої відбулася 2 червня 2009 року. Вона також потрапила до топ-10 національного хіт-параду, ставши сьомою у липні 2009 року. Композиція стала хітом у Молдові, Болгарії, Росії, Франції, Голландії та Угорщині.
6 серпня 2009 року співачка випустила свій четвертий сингл «Amazing». Пісня змогла у жовтні 2009 року стати лідером у румунському Top 100, а також потрапити до чартів Франції, Великої Британії та Німеччини. На 16-й церемонії MTV Europe Music Awards у Берліні Інна отримала нагороду у категорії «Найкращий румунський виконавець».
На церемонії Eurodanceweb Award 2010 композиція Sun Is Up була обрана кращим танцювальним треком Європи.

### 2010—2012
Пісня Інни «10 Minutes», вийшовши у Франції, досягла там восьмого місця. Також її реліз відбувся в Іспанії, Швейцарії та Великій Британії. Співачку було номіновано на NRJ Music Awards у категорії «Кращий Міжнародний Артист». На початку року співачка вирушила до свого першого світового туру, починаючи з Франції у лютому-березні 2011 року. Також Інна повідомила, що у лютому записала 2 нові пісні.
30 травня 2011 року відбулася світова прем'єра нового синглу «Club Rocker». Сингл передував виходу альбому «I Am the Club Rocker». 8 серпня Інна представила новий сингл «Un Momento». 25 листопада Інна презентувала сингл «Endless»  — четвертий трек з останнього альбому — на заході під назвою «Міжнародний день боротьби за ліквідацію насильства щодо жінок». 9 січня 2012 року Інна презентувала нову кавер-пісню під назвою «Ai se eu te pego».
11 квітня Інна повідомила, що готова до запису третього студійного альбому. Першим релізом на підтримку майбутнього альбому стала пісня «Caliente», виконана іспанською та англійською мовами. Кліп на пісню вийшов 14 травня 2012 року на порталі YouTube. Ставши синглом у рідній Румунії, пісня виявилася провальною у чартах, досягнувши лише 84 позиції у Romanian Top 100.
11 червня в Румунії вийшов новий сингл Інни румунською мовою «Tu si Eu». Він досяг у Romanian Top 100 п'ятого місця. Також існує і англійська версія пісні — Crazy Sexy Wild. [[[Відеокліп]] на цей трек вийшов 2 серпня 2012 року, а на Tu si Eu — 8 серпня того ж року.
Третім синглом у Румунії стала пісня INNdiA, випущена на радіо 28 червня 2012 року. Відеокліп на сингл вийшов 2 вересня цього року. Пісня досягла 10 місця у Romanian Top 100.
24 грудня 2012 року Інна на своїй сторінці у Твіттері написала, що новий альбом отримає назву Party Never Ends 16 січня 2013 року офіційний сайт Інни в інтернеті запустив зворотний відлік до релізу альбому, який офіційно вийшов 1 березня 2013 року. У новий альбом увійшли як 9 раніше випущених пісень Інни, так і 16 новинок — In Your Eyes, Energy, Shining Star та інші.
Першим міжнародним синглом з нового альбому стала пісня More Than Friends, офіційно випущена на iTunes в Румунії 18 січня 2013 року. Сингл досяг 19 місця в Romanian Top 100 і також увійшов до чартів Польщі, Франції, Іспанії, Болгарії, Чилі та багатьох інших країн, а також очолив сингловий чарт Аргентини.
Під час свого промотуру в Японії Інна дала інтерв'ю японській торговій марці компанії Warner Music Group Japan, з якою вона підписала контракт на просування свого третього альбому. В інтерв'ю вона заявила, що записує свій четвертий студійний альбом, який мав вийти у середині 2014 року.
Другим міжнародним синглом з альбому стала пісня Be My Lover, відеокліп на яку був викладений на Youtube 11 липня 2013 року. Третім міжнародним синглом з альбому стала пісня In Your Eyes. Відеокліп на неї вийшов у день народження співачки.
Спільно зі швейцарським музикантом DJ BoBo співачка записала нову версію його композиції «Everybody», яка увійшла до нового альбому артиста Reloaded.

### 2013—2015
У квітні 2013 року Інна оголосила, що розпочала роботу над своєю четвертою платівкою. Влітку того ж року стало відомо, що альбом отримає назву «Soy LatINNA» і складатиметься з іспаномовних та англомовних пісень. Спочатку вихід альбому було намічено на осінь 2014 року. Ідея альбому прийшла Інні після успіху її синглу More Than Friends в Іспанії. Розкруткою майбутньої платівки зайнялися три великі лейбли — Warner Music Group, Atlantic Records та Blanco Y Negro Music.
Реліз першого синглу з альбому Good Time за участю Pitbull, продюсером якого виступив Стів Мак, мав відбутися на початку року, проте лейбл Warner Music Group з об'єктивних причин скасував реліз і оголосив про те, що скоро випустить новий сингл під назвою «Cola Song», записаний за участю Джея Бальвіна. Вихід пісні присвячений чемпіонату світу з футболу, який відбувся влітку 2014 року у Бразилії. Офіційна прем'єра треку Cola Song відбулася 15 квітня в iTunes Store. Також на офіційному каналі співачки відбулася прем'єра відеокліпу. Пісня відразу ж стала успішною в інтернет-магазині iTunes, потрапивши до чартів Росії, Ірландії, Франції, Данії та інших країн. Трек Cola Song містить семпл раніше випущеної пісні Piñata 2014, записаної Andreas Schuller за участю Інни.
2 липня 2014 року відбулася світова прем'єра синглу «Good Time». 15 липня сингл став доступним на iTunes.
Восени 2014 року Інна анонсувала випуск першого міні-альбому під назвою «Summer Days». До нього мали потрапити 4 нові треки та нещодавні сингли «Cola Song» та «Good Time». Пізніше, на своїй сторінці у Facebook Інна повідомила, що вихід 4 нових треків відбудеться поступово, з інтервалом на тиждень. Так, 25 серпня вийшов трек «Take Me Higher», 1 вересня — «Low», 8 вересня — «Devil's Paradise» і 15 вересня — «Body and the Sun». 25 листопада 2014 року вийшов новий сингл «Diggy Down» за участю Marian Hill. Сингл став хітом у Румунії і став номером 1 у Romania Airplay 100, також потрапив у чарти Болгарії та Росії. 11 травня 2015 року вийшов ремікс на пісню за участю Yandel. 13 липня 2015 року вийшов новий сингл «Bop Bop» за участю Еріка Тернера. За 3 дні після виходу синглу, він набрав більше мільйона переглядів. Останньою піснею для альбому стала «Yalla». Кліп був знятий у Марокко. Пісня стала хітом у Румунії та посіла 23 місце у Romanian Top 100. Також очолив Турецький iTunes. Альбом не отримав особливого успіху і зайняв 157 місце в Japan Albums Chart. Альбом також потрапив до Mexico Albums Chart та посів 45 місце.

### 2016—2017
10 червня 2016 року відбувся реліз синглу «Heaven». Через 3 дні вийшов кліп, який було знято в Маврикії. Продюсером відео став Джон Перез. Сингл став хітом у Болгарії та Румунії, а також досяг 169-го місця в Росії.
28 вересня 2016 року відбувся реліз першого промосинглу та онлайн-відео під назвою «Say It With Your Body». Цього ж дня на сторінці Інни у Facebook з'явилося повідомлення про те, що вона працює над новим альбомом, куди будуть включені випущені сингли.
14 листопада 2016 року на Global Session Інна представила новий трек румунською мовою під назвою «Cum Ar Fi?». Також вона повідомила, що вона збирається випустити альбом для рідної країни і цей трек є провідним синглом для майбутнього дебютного альбому румунською мовою, який швидше за все вона випустить у 2017 році.
1 лютого 2017 року відбулася світова прем'єра треку та відеокліпу «Gimme Gimme», який став провідним синглом на підтримку п'ятого студійного альбому.
21 червня 2017 року відбулася прем'єра треку та відеокліпу «Ruleta», записаного за участю румунського виконавця Erick. Пісня стала другим міжнародним синглом на підтримку п'ятого студійного альбому.
3 листопада 2017 року на своїй сторінці в Instagram Інна опублікувала пост із обкладинкою та назвою нового альбому. У цій публікації співачка підписала: «Nirvana для мене має дуже просте значення. Це 'круто', тому що мій новий альбом 'реаааально крутий!'[…] Моя Nirvana — це моя сім'я та команда, […]коли я виступаю на сцені і бачу їх щасливі обличчя […] [і] музика робить людей щасливими. Я сподіваюся, що цей альбом допоможе вам здобути радість і душевний спокій у цьому хаосі під назвою 'Життя'. Нехай навіть небагато! Але це Nirvana!». Завдяки цьому посту, стала відома назва 5-го студійного альбому Інни — «Nirvana».
28 листопада 2017 року відбулася прем'єра треку та відеокліпу «Nirvana», який став третім та останнім міжнародним синглом на підтримку п'ятого студійного альбому з однойменною назвою.
11 листопада 2017 року відбувся реліз 5-го студійного альбому Інни, який отримав назву «Nirvana». Альбом був записаний трьома мовами: Англійською, Іспанською та Румунською.
10 грудня 2020, через три роки після релізу альбому, Інна опублікувала на своєму офіційному акаунті в SoundCloud Делюкс-видання, куди увійшли раніше випущений сингл «Heaven» (2016), промо-сингл «Say It With Your Body» (2016), сингл «No Help» (2018).

### 2018—2019
14 лютого 2018 року відбулася прем'єра треку та відеокліпу «Me Gusta». Пісня була записана повністю іспанською мовою і стала лід-синглом на підтримку майбутнього 6-го студійного та дебютного альбому іспанською мовою.
27 квітня 2018 року відбулася прем'єра треку та відеокліпу «Pentru că», записаного за участю румунського гурту The Motans.
5 липня 2018 року Інна опублікувала на своїй сторінці в Instagram відеоролик, в якому повідомила про те, що її новий альбом іспанською мовою готовий.
10 липня 2018 року до мережі потрапила пісня «Locura», а потім, 12 липня пісня «Iguana».
23 липня 2018 року до мережі потрапив наступний промосингл на підтримку альбому «YO» під назвою «Sí, Mamá».
3 серпня 2018 року в мережі з'явився останній промосингл на підтримку альбому «YO» під назвою «La Vida».
6 вересня 2018 року Інна зробила несподіваний сюрприз для своїх шанувальників та випустила англомовний трек та відеокліп «No Help».
27 вересня 2018 року було відкрито попереднє замовлення альбому в iTunes. Дата релізу YO 16 жовтня 2018 року. Трек-лист складається з 13 пісень, до яких увійшли раніше випущені сингли Me Gusta, Locura, Iguana, La Vida і Sí, Mamá.
Відразу наступного дня, замовлення альбому було видалено звідусіль. Інна пояснила це тим, що після того, як було відкрито попереднє замовлення, вона та її команда зрозуміли, що альбом потрібно доопрацювати і довести до досконалості. Відповідно дату релізу було перенесено на невизначений термін.
16 жовтня 2018 року з'явилася офіційна інформація, що трек-лист альбому міститиме вже 17 треків, замість раніше заявлених 13. Також, на кожну пісню було знято візуальне відео. Таким чином альбом вийде повністю візуальним.
17 жовтня 2018 року на своїй сторінці в Instagram Інна виклала візуальний тизер майбутнього альбому та повідомила, що реліз першого синглу вийде 2 листопада 2018 року.
2 листопада 2018 року відбулася офіційна прем'єра першого синглу та візуального відео «RA» до майбутнього альбому «YO».
30 листопада 2018 року відбулася офіційна прем'єра другого синглу та візуального відео «Iguana».
18 січня 2019 року відбулася офіційна прем'єра третього синглу та візуального відео «Sin Ti».
8 березня 2019 року відбулася офіційна прем'єра четвертого синглу та візуального відео «Tu Manera».
Згодом, у квітні, Інна оголосила дату виходу альбому — 31 травня 2019 року.
24 травня 2019 Інна представила офіційну обкладинку альбому, а 28 травня офіційний трек-лист. Зрештою, до нього увійшло 11 треків, замість раніше заявлених спочатку 13, а потім 17 пісень («Me Gusta» не потрапила у фінальний трек-лист).
31 травня 2019 року відбувся реліз 6-го студійного та дебютного іспаномовного альбому «YO». Трек Te Vas став п'ятим і останнім синглом на підтримку даного альбому. Разом із релізом альбом Інна також представила 3 візуальні відео на треки «Te Vas», «Gitana» та «Fuego».
28 червня 2019 року відбулася прем'єра ще двох візуальних відео на треки «Sí, Mamá» та «Contigo».
12 липня 2019 року відбулася прем'єра двох останніх візуальних відео на треки «Locura» і «La Vida», завершивши тим самим еру альбому «YO».
4 листопада 2019 року Інна презентує сингл під назвою «Bebe», записаний спільно з Угандською реп-виконавицею Vinka. Цього дня відбулася прем'єра відеокліпу, локацією якого стало підземне метро.

### 2020—2021
3 квітня 2020 року Інна презентувала сингл англійською під назвою «Not My Baby». У даному треку Інна знову експериментує та повертається до витоків EDM звучання. 24 квітня відбулася офіційна прем'єра видеокліпа.
6 травня у рамках проекту Home Edition відбувся реліз промосингла «Sober» та музичного відео на него.
29 травня відбувся реліз синглу «VKTM» румунського діджея SICKOTOY та колаборації американських продюсерів під назвою TAG (The Anti-Group), які входять до складу лейбла Atlantic Records спільно з Інною. Так, був представлений відеокліп на цю композицию.
26 червня відбулася прем'єра промосингла «Nobody».
23 липня відбулася прем'єра синглу «Discoteka» румунської виконавиці Minelli разом із Інною. Цього дня відбулася прем'єра видеокліпа.
11 вересня відбулася прем'єра синглу «Read My Lips», записаного з участю колумбійської виконавиці Farina. Цього дня відбулася прем'єра видеокліпа.
9 жовтня відбулася прем'єра синглу «Call Me Now» французького діджея Michael Calfan разом із Інною.
30 жовтня відбулася прем'єра синглу «Pretty Thoughts» німецького діджея Henri Purnell разом із Інною.
2 листопада у себе на сторінці в Instagram Інна опублікувала пост з інформацією про те, що 20 листопада відбудеться прем'єра її дебютного міні-альбому, який отримав назву «Dance Queen's House».
20 листопада Інна оголосила, що релізу міні-альбому не відбудеться. Проте, в рамках проекту було записано близько 50 пісень, і тому вона зважилася на випуск повноформатного 7-го студійного альбому. Реліз заплановано на 27 листопада, а назва альбому залишиться колишньою — «Dance Queen's House».
27 листопада відбувся реліз 7-го студійного альбому, але тільки на офіційному Youtube-каналі співачки. Дату релізу альбому на стрімінгових сервісах було перенесено на 4 грудня. Також фінальна назва альбому змінилася на Heartbreaker. До альбому увійшло 10 абсолютно нових пісень. Сингли, які вийшли раніше - «Bebe», «Not My Baby», «Sober», «VKTM», «Nobody» і «Read My Lips» не потрапили у фінальний трек-лист.
26 лютого 2021 року трек «Flashbacks» став першим офіційним синглом до альбому. Також цього дня відбулася прем'єра відеокліпу. Режисером кліпу виступив Bogdan Păun.
23 квітня відбулася прем'єра синглу та відеокліпу «Cool Me Down» польського діджея Gromee спільно з Інною.
29 квітня відбулася прем'єра синглу «Oh My God».
7 травня, ексклюзивно для Spotify, відбулася прем'єра синглу «It Don't Matter» бразильського діджея Alok та американського музичного дуету Sofi Tukker спільно з Інною. Пізніше, 10 листопада, сингл з'явився на усіх цифрових музичних майданчиках.
11 червня Інна випустила трохи ремастовану версію пісні «Maza Jaja» і скоротила назву просто до «Maza». Трек став другим офіційним синглом на підтримку альбому. Цього ж дня відбулася прем'єра відеокліпу, режисером якого виступив також Bogdan Păun.
25 червня відбулася прем'єра синглу «Paris To London» румунського тріо Romanian House Mafia та діджея Bastien спільно з Інною.
29 червня відбулася прем'єра синглу «Summer's Not Ready» американського репера Flo Rida за участю австралійського музиканта Timmy Trumpet та Інни.
23 липня відбулася прем'єра синглу «Papa» румунського діджея SICKOTOY спільно з албанською співачкою Ельваною Г'ятою та Інною. Цього дня відбулася прем'єра відеокліпа.
13 серпня відбулася прем'єра синглу «Aici» молдовського музичного проекту Carla's Dreams разом із молдовською виконавицею Irina Rimes, дуетом The Motans та Інною. Цього ж дня відбулася прем'єра відеокліпу, режисером якого виступив Bogdan Păun.
17 вересня відбулася прем'єра синглу «Party» спільно з румунською виконавицею Minelli та тріо Romanian House Mafia.
24 вересня відбулася прем'єра синглу «Pretty Please» разом із литовським продюсером і діджеєм Gaullin.
1 жовтня відбулася прем'єра синглу «Like That» разом із іспанським продюсером і діджеєм Brian Cross.
29 жовтня відбулася прем'єра синглу «UP». 17 грудня відбулася прем'єра перезаписаного синглу та відеокліпу, спільно з ямайським виконавцем Sean Paul.
26 листопада відбулася прем'єра синглу румунською мовою «De Dragul Tău». Через 2 дні відбулася прем'єра відеокліпу.

### 2022
7 січня 2022 року відбувся офіційний реліз першої частини 8-го студійного альбому Champagne Problems #DQH1.
20 січня відбулася прем'єра синглу румунською мовою «Lalele».
11 березня відбувся офіційний реліз другої частини 8-го студійного альбому Champagne Problems #DQH2.
25 березня відбулася прем'єра синглу «Déjà Vu» бельгійського продюсера Yves V разом із Інною та Janieck.
5 квітня відбулася прем'єра синглу «Tare» румунського гурту The Motans разом із Інною. Цього дня відбулася прем'єра відеокліпу, режисером якого виступив Bogdan Păun.
3 червня відбулася прем'єра синглу «Talk» турецького діджея Ilkay Sencan разом із Інною. Цього дня відбулася прем'єра відеокліпу, режисером якого виступив Bogdan Păun.
17 червня відбулася прем'єра синглу «Magical Love».
26 серпня відбулася прем'єра синглу «Wherever You Go» у двох версіях — сольна і спільно з турецьким співаком Reynmen.
7 жовтня відбулася прем'єра синглу «Hello Hello» разом із діджеями MELON та Dance Fruits Music.
28 жовтня відбулася прем'єра синглу «Blow It Up» разом із австралійським діджеєм Timmy Trumpet і Love Harder.
9 грудня відбулася прем'єра синглу «Yummy». 6 січня 2023 року відбулася прем'єра дуетної версії синглу «Yummy» за участю британської реперки та співачки Стеффлон Дон. 27 січня відбулася прем'єра одночасно двох версій синглу «Yummy»: перша — за участю албано-німецької співачки Дурати Дори, друга — за участю обох співачок ― Стеффлон Дон та Дурати Дори. Також, додатково, відбулася прем'єра відеокліпу за участю всіх трьох співачок.

### 2023
10 лютого 2023 відбувся реліз першої частини 9-го студійного альбому Just Dance #DQH1. До нього увійшло 6 треків. Порівняно з попереднім альбомом, який мав звучання EDM, цього разу напрям пісень виконаний у жанрі поп-хаус.

## Особисте життя
Співачка досконало володіє румунською, англійською та іспанською мовами. Також, знає «трохи французьку» і «кілька слів російською, італійською та арабською мовами».
У травні 2018 року співачка була госпіталізована після того, як знепритомніла на нестійкій сцені під час свого турне Туреччиною; подія не вплинула на тур.

## Дискографія

### Студійні альбоми
- Hot (2009)
- I Am the Club Rocker (2011)
- Party Never Ends (2013)
- Body and the Sun / INNA (2015)
- Nirvana (2017)
- YO (2019)
- Heartbreaker (2020)
- Champagne Problems (2022)
- Just Dance (2023)

## Тури
- INNA en Concert (2011)
- I Am the Club Rocker Tour (2012)
- Party Never Ends Tour (2013)
- Sri Lanka Sunfest Tour (2015)
- Mexico Promo Tour (2016)
- INNA NO BRASIL TOUR (2017)

## Відеографія
- «Hot» (2 версії),
- «Love»,
- «Deja vu» (feat. Bob Taylor)
- «Amazing»
- «I Need You For Christmas (Merry Christmas)»
- «10 Minutes»
- «Sun is Up»
- «Fata din randul trei»